# North Plainfield
North Plainfield ist eine Stadt im Somerset County, New Jersey, USA. Das U.S. Census Bureau ermittelte bei der Volkszählung 2020 eine Einwohnerzahl von 22.808.

## Geographie
Nach den Angaben des United States Census Bureaus hat die Stadt eine Gesamtfläche von 7,2 km2, wobei keine Wasserflächen miteinberechnet sind.

## Demographie
Nach der Volkszählung von 2000 gibt es 21.103 Menschen, 7.202 Haushalte und 5.084 Familien in der Stadt. Die Bevölkerungsdichte beträgt 2.920,4 Einwohner pro km2. 63,06 % der Bevölkerung sind Weiße, 13,38 % Afroamerikaner, 0,28 % amerikanische Ureinwohner, 5,04 % Asiaten, 0,08 % pazifische Insulaner, 13,68 % anderer Herkunft und 4,48 % Mischlinge. 32,77 % sind Latinos unterschiedlicher Abstammung.
Von den 7.202 Haushalten haben 37,0 % Kinder unter 18 Jahre. 52,7 % davon sind verheiratete, zusammenlebende Paare, 11,8 % sind alleinerziehende Mütter, 29,4 % sind keine Familien, 23,2 % bestehen aus Singlehaushalten und in 7,0 % Menschen sind älter als 65. Die Durchschnittshaushaltsgröße beträgt 2,90, die Durchschnittsfamiliengröße 3,40.
25,8 % der Bevölkerung sind unter 18 Jahre alt, 8,7 % zwischen 18 und 24, 36,5 % zwischen 25 und 44, 19,6 % zwischen 45 und 64, 9,5 % älter als 65. Das Durchschnittsalter beträgt 34 Jahre. Das Verhältnis Frauen zu Männer beträgt 100:97,3, für Menschen älter als 18 Jahre beträgt das Verhältnis 100:96,8.
Das jährliche Durchschnittseinkommen der Haushalte beträgt 55.322 USD, das Durchschnittseinkommen der Familien 62.875 USD. Männer haben ein Durchschnittseinkommen von 39.662 USD, Frauen 30.816 USD. Das Pro-Kopf-Einkommen der Stadt beträgt 22.791 USD. 6,4 % der Bevölkerung und 4,4 % der Familien leben unterhalb der Armutsgrenze, davon sind 6,5 % Kinder oder Jugendliche jünger als 18 Jahre und 10,4 % der Menschen sind älter als 65.

## Söhne und Töchter der Stadt
- Bernice Lapp (1917–2010), Schwimmerin
- Molly Price (* 1966), Schauspielerin
- John DiMaggio (* 1968), Schauspieler